# Vuelta a Andalucía 2025
La 71.ª edición de la competición ciclista Vuelta a Andalucía fue una carrera de ciclismo en ruta por etapas que se celebró entre el 19 y el 23 de febrero de 2025 en España con inicio en la ciudad de Torrox y final en la ciudad de La Línea de la Concepción, sobre una distancia total de 820,3 kilómetros.
La carrera formó parte del UCI ProSeries 2025, calendario ciclístico mundial de segunda división, dentro de la categoría UCI 2.Pro. El vencedor fue el francés Pavel Sivakov del UAE Emirates XRG, quien estuvo acompañado en el podio por el también francés Clément Berthet del Decathlon AG2R La Mondiale y el británico Thomas Pidcock del Q36.5, segundo y tercer clasificado respectivamente.

## Equipos participantes
Tomaron parte en la carrera 17 equipos: 6 de categoría UCI WorldTeam invitados por la organización, 10 de categoría UCI ProTeam y 1 equipo continental. Formaron así un pelotón de 115 ciclistas de los que acabaron 74. Los equipos participantes fueron:
| WorldTeams (6)- UAE Team Emirates XRG - Red Bull-BORA-hansgrohe - Decathlon AG2R La Mondiale Team - Ineos Grenadiers - Movistar Team - Team Jayco AlUla ProTeams (10)- Uno-X Mobility - Team TotalEnergies - Caja Rural-Seguros RGA - Q36.5 Pro Cycling Team - Equipo Kern Pharma - Burgos-Burpellet-BH - Unibet Tietema Rockets - Euskaltel-Euskadi - Team Flanders-Baloise - Wagner Bazin WB Equipo continental- Petrolike |
| |

## Recorrido
La Vuelta a Andalucía dispuso de cinco etapas dividido en dos etapas escarpadas y tres etapas de media montaña, para un recorrido total de 820,3 kilómetros.
| Etapa     | Fecha     | Recorrido                             | type                   | Distancia (km) | Ganador            | Líder          |
| --------- | --------- | ------------------------------------- | ---------------------- | -------------- | ------------------ | -------------- |
| 1.ª etapa | 19 de feb | Torrox – Cueva de Nerja               | etapa de media montaña | 162,6          | Maxim Van Gils     | Maxim Van Gils |
| 2.ª etapa | 20 de feb | Alcaudete – Torredelcampo             | etapa de media montaña | 133,2          | Thomas Pidcock     | Pavel Sivakov  |
| 3.ª etapa | 21 de feb | Arjona – Pozoblanco                   | etapa escarpada        | 162,1          | Alexander Kristoff | Pavel Sivakov  |
| 4.ª etapa | 22 de feb | Córdoba – Alhaurín de la Torre        | etapa escarpada        | 194,3          | Diego Uriarte      | Pavel Sivakov  |
| 5.ª etapa | 23 de feb | Benahavís – La Línea de la Concepción | etapa de media montaña | 172,4          | Jon Barrenetxea    | Pavel Sivakov  |

## Desarrollo de la carrera

### 1.ª etapa
| Torrox - Cueva de Nerja | etapa de media montaña | (162,6 km) |

| \| Clasificación de la etapa \| Clasificación de la etapa \| Clasificación de la etapa \| Clasificación de la etapa \| Clasificación de la etapa \| \| Ciclista \| Ciclista \| Equipo \| Tiempo \| \| \| ------------------------- \| ------------------------- \| -------------------------- \| ------------------------- \| ------------------------- \| \| 1.º \| Maxim Van Gils \| Red Bull-Bora-Hansgrohe \| + 4 h 19 min 23 s \| \| \| 2.º \| Tim Wellens \| UAE Team Emirates XRG \| + 0 s \| \| \| 3.º \| Pavel Sivakov \| UAE Team Emirates XRG \| + 7 s \| \| \| 4.º \| Marc Soler \| UAE Team Emirates XRG \| + 30 s \| \| \| 5.º \| Clément Berthet \| Decathlon-AG2R La Mondiale \| + 30 s \| \| \| 6.º \| Andreas Leknessund \| Uno-X Mobility \| + 33 s \| \| \| 7.º \| Steff Cras \| Team TotalEnergies \| + 39 s \| \| \| 8.º \| Thomas Pidcock \| Q36.5 Pro Cycling Team \| + 39 s \| \| \| 9.º \| Igor Arrieta \| UAE Team Emirates XRG \| + 1 min 38 s \| \| \| 10.º \| Thomas Gachignard \| Team TotalEnergies \| + 1 min 40 s \| \| |                    |                            |                   |
| |                    |                            |                   |
| |                    |                            |                   |
| Clasificación de la etapa |                    |                            |                   |
| Ciclista | Ciclista           | Equipo                     | Tiempo            |
| 1.º | Maxim Van Gils     | Red Bull-Bora-Hansgrohe    | + 4 h 19 min 23 s |
| 2.º | Tim Wellens        | UAE Team Emirates XRG      | + 0 s             |
| 3.º | Pavel Sivakov      | UAE Team Emirates XRG      | + 7 s             |
| 4.º | Marc Soler         | UAE Team Emirates XRG      | + 30 s            |
| 5.º | Clément Berthet    | Decathlon-AG2R La Mondiale | + 30 s            |
| 6.º | Andreas Leknessund | Uno-X Mobility             | + 33 s            |
| 7.º | Steff Cras         | Team TotalEnergies         | + 39 s            |
| 8.º | Thomas Pidcock     | Q36.5 Pro Cycling Team     | + 39 s            |
| 9.º | Igor Arrieta       | UAE Team Emirates XRG      | + 1 min 38 s      |
| 10.º | Thomas Gachignard  | Team TotalEnergies         | + 1 min 40 s      |

| \| Clasificación general \| Clasificación general \| Clasificación general \| Clasificación general \| Clasificación general \| \| Ciclista \| Ciclista \| Equipo \| Tiempo \| \| \| --------------------- \| --------------------- \| -------------------------- \| --------------------- \| --------------------- \| \| 1.º \| Maxim Van Gils \| Red Bull-Bora-Hansgrohe \| 4 h 19 min 23 s \| \| \| 2.º \| Tim Wellens \| UAE Team Emirates XRG \| + 0 s \| \| \| 3.º \| Pavel Sivakov \| UAE Team Emirates XRG \| + 7 s \| \| \| 4.º \| Marc Soler \| UAE Team Emirates XRG \| + 30 s \| \| \| 5.º \| Clément Berthet \| Decathlon-AG2R La Mondiale \| + 30 s \| \| \| 6.º \| Andreas Leknessund \| Uno-X Mobility \| + 33 s \| \| \| 7.º \| Steff Cras \| Team TotalEnergies \| + 39 s \| \| \| 8.º \| Thomas Pidcock \| Q36.5 Pro Cycling Team \| + 39 s \| \| \| 9.º \| Igor Arrieta \| UAE Team Emirates XRG \| + 1 min 38 s \| \| \| 10.º \| Thomas Gachignard \| Team TotalEnergies \| + 1 min 40 s \| \| |                    |                            |                 |
| |                    |                            |                 |
| |                    |                            |                 |
| Clasificación general |                    |                            |                 |
| Ciclista | Ciclista           | Equipo                     | Tiempo          |
| 1.º | Maxim Van Gils     | Red Bull-Bora-Hansgrohe    | 4 h 19 min 23 s |
| 2.º | Tim Wellens        | UAE Team Emirates XRG      | + 0 s           |
| 3.º | Pavel Sivakov      | UAE Team Emirates XRG      | + 7 s           |
| 4.º | Marc Soler         | UAE Team Emirates XRG      | + 30 s          |
| 5.º | Clément Berthet    | Decathlon-AG2R La Mondiale | + 30 s          |
| 6.º | Andreas Leknessund | Uno-X Mobility             | + 33 s          |
| 7.º | Steff Cras         | Team TotalEnergies         | + 39 s          |
| 8.º | Thomas Pidcock     | Q36.5 Pro Cycling Team     | + 39 s          |
| 9.º | Igor Arrieta       | UAE Team Emirates XRG      | + 1 min 38 s    |
| 10.º | Thomas Gachignard  | Team TotalEnergies         | + 1 min 40 s    |

### 2.ª etapa
| Alcaudete - Torredelcampo | etapa de media montaña | (133,2 km) |

| \| Clasificación de la etapa \| Clasificación de la etapa \| Clasificación de la etapa \| Clasificación de la etapa \| Clasificación de la etapa \| \| Ciclista \| Ciclista \| Equipo \| Tiempo \| \| \| ------------------------- \| ------------------------- \| -------------------------- \| ------------------------- \| ------------------------- \| \| 1.º \| Thomas Pidcock \| Q36.5 Pro Cycling Team \| 3 h 22 min 05 s \| \| \| 2.º \| Brandon Rivera \| Ineos Grenadiers \| + 0 s \| \| \| 3.º \| Pavel Sivakov \| UAE Team Emirates XRG \| + 0 s \| \| \| 4.º \| Clément Berthet \| Decathlon-AG2R La Mondiale \| + 0 s \| \| \| 5.º \| Enric Mas \| Movistar Team \| + 0 s \| \| \| 6.º \| Maxim Van Gils \| Red Bull-Bora-Hansgrohe \| + 1 min 10 s \| \| \| 7.º \| Markus Hoelgaard \| Uno-X Mobility \| + 1 min 10 s \| \| \| 8.º \| Tim Wellens \| UAE Team Emirates XRG \| + 1 min 10 s \| \| \| 9.º \| Ruben Guerreiro \| Movistar Team \| + 1 min 10 s \| \| \| 10.º \| José Manuel Díaz Gallego \| Burgos-Burpellet-BH \| + 1 min 10 s \| \| |                          |                            |                 |
| |                          |                            |                 |
| |                          |                            |                 |
| Clasificación de la etapa |                          |                            |                 |
| Ciclista | Ciclista                 | Equipo                     | Tiempo          |
| 1.º | Thomas Pidcock           | Q36.5 Pro Cycling Team     | 3 h 22 min 05 s |
| 2.º | Brandon Rivera           | Ineos Grenadiers           | + 0 s           |
| 3.º | Pavel Sivakov            | UAE Team Emirates XRG      | + 0 s           |
| 4.º | Clément Berthet          | Decathlon-AG2R La Mondiale | + 0 s           |
| 5.º | Enric Mas                | Movistar Team              | + 0 s           |
| 6.º | Maxim Van Gils           | Red Bull-Bora-Hansgrohe    | + 1 min 10 s    |
| 7.º | Markus Hoelgaard         | Uno-X Mobility             | + 1 min 10 s    |
| 8.º | Tim Wellens              | UAE Team Emirates XRG      | + 1 min 10 s    |
| 9.º | Ruben Guerreiro          | Movistar Team              | + 1 min 10 s    |
| 10.º | José Manuel Díaz Gallego | Burgos-Burpellet-BH        | + 1 min 10 s    |

| \| Clasificación general \| Clasificación general \| Clasificación general \| Clasificación general \| Clasificación general \| \| Ciclista \| Ciclista \| Equipo \| Tiempo \| \| \| --------------------- \| ---------------------- \| -------------------------- \| --------------------- \| --------------------- \| \| 1.º \| Pavel Sivakov \| UAE Team Emirates XRG \| 7 h 41 min 34 s \| \| \| 2.º \| Clément Berthet \| Decathlon-AG2R La Mondiale \| + 23 s \| \| \| 3.º \| Thomas Pidcock \| Q36.5 Pro Cycling Team \| + 32 s \| \| \| 4.º \| Maxim Van Gils \| Red Bull-Bora-Hansgrohe \| + 1 min 03 s \| \| \| 5.º \| Tim Wellens \| UAE Team Emirates XRG \| + 1 min 03 s \| \| \| 6.º \| Marc Soler \| UAE Team Emirates XRG \| + 1 min 38 s \| \| \| 7.º \| Steff Cras \| Team TotalEnergies \| + 1 min 42 s \| \| \| 8.º \| Johannes Staune-Mittet \| Decathlon-AG2R La Mondiale \| + 2 min 43 s \| \| \| 9.º \| Markus Hoelgaard \| Uno-X Mobility \| + 2 min 46 s \| \| \| 10.º \| Nicolas Prodhomme \| Decathlon-AG2R La Mondiale \| + 3 min 02 s \| \| |                        |                            |                 |
| |                        |                            |                 |
| |                        |                            |                 |
| Clasificación general |                        |                            |                 |
| Ciclista | Ciclista               | Equipo                     | Tiempo          |
| 1.º | Pavel Sivakov          | UAE Team Emirates XRG      | 7 h 41 min 34 s |
| 2.º | Clément Berthet        | Decathlon-AG2R La Mondiale | + 23 s          |
| 3.º | Thomas Pidcock         | Q36.5 Pro Cycling Team     | + 32 s          |
| 4.º | Maxim Van Gils         | Red Bull-Bora-Hansgrohe    | + 1 min 03 s    |
| 5.º | Tim Wellens            | UAE Team Emirates XRG      | + 1 min 03 s    |
| 6.º | Marc Soler             | UAE Team Emirates XRG      | + 1 min 38 s    |
| 7.º | Steff Cras             | Team TotalEnergies         | + 1 min 42 s    |
| 8.º | Johannes Staune-Mittet | Decathlon-AG2R La Mondiale | + 2 min 43 s    |
| 9.º | Markus Hoelgaard       | Uno-X Mobility             | + 2 min 46 s    |
| 10.º | Nicolas Prodhomme      | Decathlon-AG2R La Mondiale | + 3 min 02 s    |

### 3.ª etapa
| Arjona - Pozoblanco | etapa escarpada | (162,1 km) |

| \| Clasificación de la etapa \| Clasificación de la etapa \| Clasificación de la etapa \| Clasificación de la etapa \| Clasificación de la etapa \| \| Ciclista \| Ciclista \| Equipo \| Tiempo \| \| \| ------------------------- \| ------------------------- \| -------------------------- \| ------------------------- \| ------------------------- \| \| 1.º \| Alexander Kristoff \| Uno-X Mobility \| 3 h 51 min 32 s \| \| \| 2.º \| Ben Turner \| Ineos Grenadiers \| + 0 s \| \| \| 3.º \| Maxim Van Gils \| Red Bull-Bora-Hansgrohe \| + 0 s \| \| \| 4.º \| Thomas Pidcock \| Q36.5 Pro Cycling Team \| + 0 s \| \| \| 5.º \| Oliver Naesen \| Decathlon-AG2R La Mondiale \| + 0 s \| \| \| 6.º \| Cesar Macias \| Petrolike \| + 0 s \| \| \| 7.º \| Florian Dauphin \| Team TotalEnergies \| + 0 s \| \| \| 8.º \| Anders Foldager \| Team Jayco AlUla \| + 0 s \| \| \| 9.º \| Jon Barrenetxea \| Movistar Team \| + 0 s \| \| \| 10.º \| David Martín Romero \| Burgos-Burpellet-BH \| + 0 s \| \| |                     |                            |                 |
| |                     |                            |                 |
| |                     |                            |                 |
| Clasificación de la etapa |                     |                            |                 |
| Ciclista | Ciclista            | Equipo                     | Tiempo          |
| 1.º | Alexander Kristoff  | Uno-X Mobility             | 3 h 51 min 32 s |
| 2.º | Ben Turner          | Ineos Grenadiers           | + 0 s           |
| 3.º | Maxim Van Gils      | Red Bull-Bora-Hansgrohe    | + 0 s           |
| 4.º | Thomas Pidcock      | Q36.5 Pro Cycling Team     | + 0 s           |
| 5.º | Oliver Naesen       | Decathlon-AG2R La Mondiale | + 0 s           |
| 6.º | Cesar Macias        | Petrolike                  | + 0 s           |
| 7.º | Florian Dauphin     | Team TotalEnergies         | + 0 s           |
| 8.º | Anders Foldager     | Team Jayco AlUla           | + 0 s           |
| 9.º | Jon Barrenetxea     | Movistar Team              | + 0 s           |
| 10.º | David Martín Romero | Burgos-Burpellet-BH        | + 0 s           |

| \| Clasificación general \| Clasificación general \| Clasificación general \| Clasificación general \| Clasificación general \| \| Ciclista \| Ciclista \| Equipo \| Tiempo \| \| \| --------------------- \| ---------------------- \| -------------------------- \| --------------------- \| --------------------- \| \| 1.º \| Pavel Sivakov \| UAE Team Emirates XRG \| 11 h 33 min 06 s \| \| \| 2.º \| Clément Berthet \| Decathlon-AG2R La Mondiale \| + 23 s \| \| \| 3.º \| Thomas Pidcock \| Q36.5 Pro Cycling Team \| + 26 s \| \| \| 4.º \| Maxim Van Gils \| Red Bull-Bora-Hansgrohe \| + 59 s \| \| \| 5.º \| Tim Wellens \| UAE Team Emirates XRG \| + 1 min 03 s \| \| \| 6.º \| Marc Soler \| UAE Team Emirates XRG \| + 1 min 35 s \| \| \| 7.º \| Steff Cras \| Team TotalEnergies \| + 1 min 42 s \| \| \| 8.º \| Markus Hoelgaard \| Uno-X Mobility \| + 2 min 41 s \| \| \| 9.º \| Johannes Staune-Mittet \| Decathlon-AG2R La Mondiale \| + 2 min 43 s \| \| \| 10.º \| Nicolas Prodhomme \| Decathlon-AG2R La Mondiale \| + 3 min 02 s \| \| |                        |                            |                  |
| |                        |                            |                  |
| |                        |                            |                  |
| Clasificación general |                        |                            |                  |
| Ciclista | Ciclista               | Equipo                     | Tiempo           |
| 1.º | Pavel Sivakov          | UAE Team Emirates XRG      | 11 h 33 min 06 s |
| 2.º | Clément Berthet        | Decathlon-AG2R La Mondiale | + 23 s           |
| 3.º | Thomas Pidcock         | Q36.5 Pro Cycling Team     | + 26 s           |
| 4.º | Maxim Van Gils         | Red Bull-Bora-Hansgrohe    | + 59 s           |
| 5.º | Tim Wellens            | UAE Team Emirates XRG      | + 1 min 03 s     |
| 6.º | Marc Soler             | UAE Team Emirates XRG      | + 1 min 35 s     |
| 7.º | Steff Cras             | Team TotalEnergies         | + 1 min 42 s     |
| 8.º | Markus Hoelgaard       | Uno-X Mobility             | + 2 min 41 s     |
| 9.º | Johannes Staune-Mittet | Decathlon-AG2R La Mondiale | + 2 min 43 s     |
| 10.º | Nicolas Prodhomme      | Decathlon-AG2R La Mondiale | + 3 min 02 s     |

### 4.ª etapa
| Córdoba - Alhaurín de la Torre | etapa escarpada | (194,3 km) |

| \| Clasificación de la etapa \| Clasificación de la etapa \| Clasificación de la etapa \| Clasificación de la etapa \| Clasificación de la etapa \| \| Ciclista \| Ciclista \| Equipo \| Tiempo \| \| \| ------------------------- \| -------------------------- \| -------------------------- \| ------------------------- \| ------------------------- \| \| 1.º \| Diego Uriarte \| Equipo Kern Pharma \| 4 h 07 min 21 s \| \| \| 2.º \| Alan Jousseaume \| Team TotalEnergies \| + 9 s \| \| \| 3.º \| Connor Swift \| Ineos Grenadiers \| + 9 s \| \| \| 4.º \| Callum Scotson \| Decathlon-AG2R La Mondiale \| + 9 s \| \| \| 5.º \| Sebastian Berwick \| Caja Rural-Seguros RGA \| + 9 s \| \| \| 6.º \| Danny van der Tuuk \| Euskaltel-Euskadi \| + 16 s \| \| \| 7.º \| Welay Berhe \| Team Jayco AlUla \| + 21 s \| \| \| 8.º \| Tobias Halland Johannessen \| Uno-X Mobility \| + 21 s \| \| \| 9.º \| Emīls Liepiņš \| Q36.5 Pro Cycling Team \| + 21 s \| \| \| 10.º \| Jorge Arcas \| Movistar Team \| + 26 s \| \| |                            |                            |                 |
| |                            |                            |                 |
| |                            |                            |                 |
| Clasificación de la etapa |                            |                            |                 |
| Ciclista | Ciclista                   | Equipo                     | Tiempo          |
| 1.º | Diego Uriarte              | Equipo Kern Pharma         | 4 h 07 min 21 s |
| 2.º | Alan Jousseaume            | Team TotalEnergies         | + 9 s           |
| 3.º | Connor Swift               | Ineos Grenadiers           | + 9 s           |
| 4.º | Callum Scotson             | Decathlon-AG2R La Mondiale | + 9 s           |
| 5.º | Sebastian Berwick          | Caja Rural-Seguros RGA     | + 9 s           |
| 6.º | Danny van der Tuuk         | Euskaltel-Euskadi          | + 16 s          |
| 7.º | Welay Berhe                | Team Jayco AlUla           | + 21 s          |
| 8.º | Tobias Halland Johannessen | Uno-X Mobility             | + 21 s          |
| 9.º | Emīls Liepiņš              | Q36.5 Pro Cycling Team     | + 21 s          |
| 10.º | Jorge Arcas                | Movistar Team              | + 26 s          |

| \| Clasificación general \| Clasificación general \| Clasificación general \| Clasificación general \| Clasificación general \| \| Ciclista \| Ciclista \| Equipo \| Tiempo \| \| \| --------------------- \| ---------------------- \| -------------------------- \| --------------------- \| --------------------- \| \| 1.º \| Pavel Sivakov \| UAE Team Emirates XRG \| 15 h 44 min 59 s \| \| \| 2.º \| Clément Berthet \| Decathlon-AG2R La Mondiale \| + 23 s \| \| \| 3.º \| Thomas Pidcock \| Q36.5 Pro Cycling Team \| + 26 s \| \| \| 4.º \| Maxim Van Gils \| Red Bull-Bora-Hansgrohe \| + 59 s \| \| \| 5.º \| Tim Wellens \| UAE Team Emirates XRG \| + 1 min 03 s \| \| \| 6.º \| Marc Soler \| UAE Team Emirates XRG \| + 1 min 35 s \| \| \| 7.º \| Steff Cras \| Team TotalEnergies \| + 1 min 42 s \| \| \| 8.º \| Markus Hoelgaard \| Uno-X Mobility \| + 3 min 21 s \| \| \| 9.º \| Johannes Staune-Mittet \| Decathlon-AG2R La Mondiale \| + 3 min 23 s \| \| \| 10.º \| Nicolas Prodhomme \| Decathlon-AG2R La Mondiale \| + 3 min 02 s \| \| |                        |                            |                  |
| |                        |                            |                  |
| |                        |                            |                  |
| Clasificación general |                        |                            |                  |
| Ciclista | Ciclista               | Equipo                     | Tiempo           |
| 1.º | Pavel Sivakov          | UAE Team Emirates XRG      | 15 h 44 min 59 s |
| 2.º | Clément Berthet        | Decathlon-AG2R La Mondiale | + 23 s           |
| 3.º | Thomas Pidcock         | Q36.5 Pro Cycling Team     | + 26 s           |
| 4.º | Maxim Van Gils         | Red Bull-Bora-Hansgrohe    | + 59 s           |
| 5.º | Tim Wellens            | UAE Team Emirates XRG      | + 1 min 03 s     |
| 6.º | Marc Soler             | UAE Team Emirates XRG      | + 1 min 35 s     |
| 7.º | Steff Cras             | Team TotalEnergies         | + 1 min 42 s     |
| 8.º | Markus Hoelgaard       | Uno-X Mobility             | + 3 min 21 s     |
| 9.º | Johannes Staune-Mittet | Decathlon-AG2R La Mondiale | + 3 min 23 s     |
| 10.º | Nicolas Prodhomme      | Decathlon-AG2R La Mondiale | + 3 min 02 s     |

### 5.ª etapa
| Benahavís - La Línea de la Concepción | etapa de media montaña | (172,4 km) |

| \| Clasificación de la etapa \| Clasificación de la etapa \| Clasificación de la etapa \| Clasificación de la etapa \| Clasificación de la etapa \| \| Ciclista \| Ciclista \| Equipo \| Tiempo \| \| \| ------------------------- \| -------------------------- \| -------------------------- \| ------------------------- \| ------------------------- \| \| 1.º \| Jon Barrenetxea \| Movistar Team \| 3 h 55 min 33 s \| \| \| 2.º \| Tobias Halland Johannessen \| Uno-X Mobility \| + 0 s \| \| \| 3.º \| Johannes Staune-Mittet \| Decathlon-AG2R La Mondiale \| + 2 s \| \| \| 4.º \| Giovanni Carboni \| Unibet Tietema Rockets \| + 12 s \| \| \| 5.º \| Thomas Gachignard \| Team TotalEnergies \| + 18 s \| \| \| 6.º \| Maxim Van Gils \| Red Bull-Bora-Hansgrohe \| + 31 s \| \| \| 7.º \| Ben Turner \| Ineos Grenadiers \| + 31 s \| \| \| 8.º \| Anders Foldager \| Team Jayco AlUla \| + 31 s \| \| \| 9.º \| Oliver Naesen \| Decathlon-AG2R La Mondiale \| + 31 s \| \| \| 10.º \| Thomas Pidcock \| Q36.5 Pro Cycling Team \| + 31 s \| \| |                            |                            |                 |
| |                            |                            |                 |
| |                            |                            |                 |
| Clasificación de la etapa |                            |                            |                 |
| Ciclista | Ciclista                   | Equipo                     | Tiempo          |
| 1.º | Jon Barrenetxea            | Movistar Team              | 3 h 55 min 33 s |
| 2.º | Tobias Halland Johannessen | Uno-X Mobility             | + 0 s           |
| 3.º | Johannes Staune-Mittet     | Decathlon-AG2R La Mondiale | + 2 s           |
| 4.º | Giovanni Carboni           | Unibet Tietema Rockets     | + 12 s          |
| 5.º | Thomas Gachignard          | Team TotalEnergies         | + 18 s          |
| 6.º | Maxim Van Gils             | Red Bull-Bora-Hansgrohe    | + 31 s          |
| 7.º | Ben Turner                 | Ineos Grenadiers           | + 31 s          |
| 8.º | Anders Foldager            | Team Jayco AlUla           | + 31 s          |
| 9.º | Oliver Naesen              | Decathlon-AG2R La Mondiale | + 31 s          |
| 10.º | Thomas Pidcock             | Q36.5 Pro Cycling Team     | + 31 s          |

## Clasificaciones finales
- Las clasificaciones finalizaron de la siguiente forma:[5]

### Clasificación general
| \| Clasificación general \| Clasificación general \| Clasificación general \| Clasificación general \| Clasificación general \| \| Ciclista \| Ciclista \| Equipo \| Tiempo \| \| \| --------------------- \| ---------------------- \| -------------------------- \| --------------------- \| --------------------- \| \| 1.º \| Pavel Sivakov \| UAE Team Emirates XRG \| 19 h 41 min 03 s \| \| \| 2.º \| Clément Berthet \| Decathlon-AG2R La Mondiale \| + 23 s \| \| \| 3.º \| Thomas Pidcock \| Q36.5 Pro Cycling Team \| + 26 s \| \| \| 4.º \| Maxim Van Gils \| Red Bull-Bora-Hansgrohe \| + 59 s \| \| \| 5.º \| Tim Wellens \| UAE Team Emirates XRG \| + 1 min 03 s \| \| \| 6.º \| Steff Cras \| Team TotalEnergies \| + 1 min 42 s \| \| \| 7.º \| Marc Soler \| UAE Team Emirates XRG \| + 1 min 43 s \| \| \| 8.º \| Johannes Staune-Mittet \| Decathlon-AG2R La Mondiale \| + 2 min 14 s \| \| \| 9.º \| Markus Hoelgaard \| Uno-X Mobility \| + 2 min 41 s \| \| \| 10.º \| Nicolas Prodhomme \| Decathlon-AG2R La Mondiale \| + 3 min 02 s \| \| |                        |                            |                  |
| |                        |                            |                  |
| |                        |                            |                  |
| Clasificación general |                        |                            |                  |
| Ciclista | Ciclista               | Equipo                     | Tiempo           |
| 1.º | Pavel Sivakov          | UAE Team Emirates XRG      | 19 h 41 min 03 s |
| 2.º | Clément Berthet        | Decathlon-AG2R La Mondiale | + 23 s           |
| 3.º | Thomas Pidcock         | Q36.5 Pro Cycling Team     | + 26 s           |
| 4.º | Maxim Van Gils         | Red Bull-Bora-Hansgrohe    | + 59 s           |
| 5.º | Tim Wellens            | UAE Team Emirates XRG      | + 1 min 03 s     |
| 6.º | Steff Cras             | Team TotalEnergies         | + 1 min 42 s     |
| 7.º | Marc Soler             | UAE Team Emirates XRG      | + 1 min 43 s     |
| 8.º | Johannes Staune-Mittet | Decathlon-AG2R La Mondiale | + 2 min 14 s     |
| 9.º | Markus Hoelgaard       | Uno-X Mobility             | + 2 min 41 s     |
| 10.º | Nicolas Prodhomme      | Decathlon-AG2R La Mondiale | + 3 min 02 s     |

### Clasificación de la montaña
| Clasificación de la montaña | Clasificación de la montaña | Clasificación de la montaña | Clasificación de la montaña | Clasificación de la montaña |
| Ciclista                    | Ciclista                    | Equipo                      | Puntos                      |                             |
| --------------------------- | --------------------------- | --------------------------- | --------------------------- | --------------------------- |
| 1.º                         | Thomas Silva                | Caja Rural-Seguros RGA      | 22 pts                      |                             |
| 2.º                         | Alan Jousseaume             | Team TotalEnergies          | 10 pts                      |                             |
| 3.º                         | Thomas Gachignard           | Team TotalEnergies          | 8 pts                       |                             |
| 4.º                         | Pavel Sivakov               | UAE Team Emirates XRG       | 7 pts                       |                             |
| 5.º                         | Andreas Leknessund          | Uno-X Mobility              | 7 pts                       |                             |
| 6.º                         | Marc Soler                  | UAE Team Emirates XRG       | 6 pts                       |                             |
| 7.º                         | Gianluca Brambilla          | Q36.5 Pro Cycling Team      | 6 pts                       |                             |
| 8.º                         | Paul Double                 | Team Jayco AlUla            | 6 pts                       |                             |
| 9.º                         | Ander Okamika               | Burgos-Burpellet-BH         | 6 pts                       |                             |
| 10.º                        | Enric Mas                   | Movistar Team               | 5 pts                       |                             |

### Clasificación de los puntos
| Clasificación por puntos | Clasificación por puntos   | Clasificación por puntos   | Clasificación por puntos | Clasificación por puntos |
| Ciclista                 | Ciclista                   | Equipo                     | Puntos                   |                          |
| ------------------------ | -------------------------- | -------------------------- | ------------------------ | ------------------------ |
| 1.º                      | Maxim Van Gils             | Red Bull-Bora-Hansgrohe    | 62 pts                   |                          |
| 2.º                      | Thomas Pidcock             | Q36.5 Pro Cycling Team     | 53 pts                   |                          |
| 3.º                      | Jon Barrenetxea            | Movistar Team              | 32 pts                   |                          |
| 4.º                      | Pavel Sivakov              | UAE Team Emirates XRG      | 32 pts                   |                          |
| 5.º                      | Tim Wellens                | UAE Team Emirates XRG      | 31 pts                   |                          |
| 6.º                      | Ben Turner                 | Ineos Grenadiers           | 29 pts                   |                          |
| 7.º                      | Clément Berthet            | Decathlon-AG2R La Mondiale | 26 pts                   |                          |
| 8.º                      | Diego Uriarte              | Equipo Kern Pharma         | 25 pts                   |                          |
| 9.º                      | Johannes Staune-Mittet     | Decathlon-AG2R La Mondiale | 25 pts                   |                          |
| 10.º                     | Tobias Halland Johannessen | Uno-X Mobility             | 21 pts                   |                          |

### Clasificación por equipos
| Clasificación por equipos | Clasificación por equipos  | Clasificación por equipos | Clasificación por equipos |
| Equipo                    | Equipo                     | Tiempo                    |                           |
| ------------------------- | -------------------------- | ------------------------- | ------------------------- |
| 1.º                       | Decathlon-AG2R La Mondiale | 59 h 04 min 22 s          |                           |
| 2.º                       | UAE Team Emirates XRG      | + 1 min 36 s              |                           |
| 3.º                       | Uno-X Mobility             | + 12 min 59 s             |                           |
| 4.º                       | Movistar Team              | + 21 min 58 s             |                           |
| 5.º                       | Ineos Grenadiers           | + 30 min 03 s             |                           |
| 6.º                       | Team TotalEnergies         | + 30 min 47 s             |                           |
| 7.º                       | Q36.5 Pro Cycling Team     | + 36 min 50 s             |                           |
| 8.º                       | Red Bull-BORA-hansgrohe    | + 39 min 14 s             |                           |
| 9.º                       | Burgos-Burpellet-BH        | + 41 min 06 s             |                           |
| 10.º                      | Equipo Kern Pharma         | + 46 min 26 s             |                           |

## Evolución de las clasificaciones
| Etapa                   |                         | Ganador _          | Clasificación general | Puntos         | Montaña      | Metas volantes     | Equipo                          |
| ----------------------- | ----------------------- | ------------------ | --------------------- | -------------- | ------------ | ------------------ | ------------------------------- |
| 1.ª etapa               | etapa de media montaña  | Maxim Van Gils     | Maxim Van Gils        | Maxim Van Gils | Thomas Silva | Andreas Leknessund | UAE Team Emirates XRG           |
| 2.ª etapa               | etapa de media montaña  | Thomas Pidcock     | Pavel Sivakov         | Maxim Van Gils | Thomas Silva | Andreas Leknessund | UAE Team Emirates XRG           |
| 3.ª etapa               | etapa escarpada         | Alexander Kristoff | Pavel Sivakov         | Maxim Van Gils | Thomas Silva | Andreas Leknessund | UAE Team Emirates XRG           |
| 4.ª etapa               | etapa escarpada         | Diego Uriarte      | Pavel Sivakov         | Maxim Van Gils | Thomas Silva | Andreas Leknessund | Decathlon AG2R La Mondiale Team |
| 5.ª etapa               | etapa de media montaña  | Jon Barrenetxea    | Pavel Sivakov         | Maxim Van Gils | Thomas Silva | Andreas Leknessund | Decathlon AG2R La Mondiale Team |
| Clasificaciones finales | Clasificaciones finales |                    | Pavel Sivakov         | Maxim Van Gils | Thomas Silva | no otorgado        | no otorgado                     |

## Ciclistas participantes y posiciones finales
Convenciones:
- AB-N: Abandono en la etapa "N"
- FLT-N: Retiro por arribo fuera del límite de tiempo en la etapa "N"
- NTS-N: No tomó la salida para la etapa "N"
- DES-N: Descalificado o expulsado en la etapa "N"

## UCI World Ranking
La Vuelta a Andalucía otorgó puntos para el UCI World Ranking para corredores de los equipos en las categorías UCI WorldTeam, UCI ProTeam y Continental. Las siguientes tablas son el baremo de puntuación y los diez corredores que obtuvieron más puntos:
| Posición              | 1.º | 2.º | 3.º | 4.º | 5.º | 6.º | 7.º | 8.º | 9.º | 10.º | 11.º | 12.º | 13.º | 14.º | 15.º | 16.º-30.º | 31.º-40.º |
| Clasificación general | 200 | 150 | 125 | 100 | 85  | 70  | 60  | 50  | 40  | 35   | 30   | 25   | 20   | 15   | 10   | 5         | 3         |
| Por etapa             | 20  | 15  | 10  | 5   | 3   |     |     |     |     |      |      |      |      |      |      |           |           |
| Líder                 | 5   |     |     |     |     |     |     |     |     |      |      |      |      |      |      |           |           |

| Clasificación |                        |                            |         |       |       |       |
| Posición      | Ciclista               | Equipo                     | General | Etapa | Líder | Total |
| ------------- | ---------------------- | -------------------------- | ------- | ----- | ----- | ----- |
| 1.º           | Pavel Sivakov          | UAE Emirates XRG           | 200     | 20    | 15    | 235   |
| 2.º           | Clément Berthet        | Decathlon AG2R La Mondiale | 150     | 8     | -     | 158   |
| 3.º           | Thomas Pidcock         | Q36.5                      | 125     | 25    | -     | 150   |
| 4.º           | Maxim Van Gils         | Red Bull-BORA-hansgrohe    | 100     | 30    | 5     | 135   |
| 5.º           | Tim Wellens            | UAE Emirates XRG           | 85      | 15    | -     | 100   |
| 6.º           | Steff Cras             | TotalEnergies              | 70      | -     | -     | 70    |
| 7.º           | Marc Soler             | UAE Emirates XRG           | 60      | 5     | -     | 65    |
| 8.º           | Johannes Staune-Mittet | Decathlon AG2R La Mondiale | 50      | 10    | -     | 60    |
| 9.º           | Markus Hoelgaard       | Uno-X Mobility             | 40      | -     | -     | 40    |
| 10.º          | Nicolas Prodhomme      | Decathlon AG2R La Mondiale | 35      | -     | -     | 35    |